# Gerhard Aden
Gerhard Christian Aden (* 12. Juni 1947 in Delmenhorst) ist ein deutscher Politiker (FDP/DVP). Von 2016 bis 2018 war er Abgeordneter im Landtag Baden-Württemberg.

## Leben
Aden begann an der Eberhard Karls Universität Tübingen Humanmedizin zu studieren. Im Jahr 1969 wurde er im Corps Franconia Tübingen recipiert. Als Inaktiver wechselte er an die Universität zu Köln, die Universität Wien und die Christian-Albrechts-Universität zu Kiel. Mit einer ophthalmologischen Doktorarbeit wurde er 1979 in Kiel zum Dr. med. promoviert. Seit 1981 praktiziert er als Augenarzt in Rottweil. Er ist Oberstarzt der Reserve. 

## Politik
Gerhard Aden ist Mitglied der FDP Baden-Württemberg. Bis 2018 war er Kreisvorsitzender im Landkreis Rottweil. Von 1999 bis 2013 gehörte er dem Gemeinderat von Rottweil an, zuletzt als Fraktionsvorsitzender. Im Kreistag des Landkreises Rottweil hat er seit 2004 ein Mandat inne und ist dort Fraktionsvorsitzender.
Bei der Landtagswahl in Baden-Württemberg 2016 wurde er im Landtagswahlkreis Rottweil über das Zweitmandat in den Landtag gewählt. 
Am 12. Februar 2017 war Gerhard Aden Mitglied der Bundesversammlung zur Wahl des deutschen Bundespräsidenten 2017.
Zum 12. November 2018 legte er sein Landtagsmandat nieder. Für ihn rückte Daniel Karrais in den Landtag nach.
Er war Mitglied des Wissenschaftlichen Beirates des Hauses der Geschichte Baden-Württemberg.